# Vislava
Vislava je obec na Slovensku v okrese Stropkov. Leží ve střední části Nízkych Beskyd. Žije zde 201 obyvatel. První zmínka o obci je z roku 1353.

## Poloha
Obec se nachází v Nízkých Beskydech v Ondavské vrchovině. Střed obce leží v nadmořské výšce 269 m n. m. a je vzdálen devět a půl kilometru od Stropkova.
Sousedními obcemi jsou na severu Šemetkovce, na severovýchodě a východě Oľšavka, na jihovýchodě Bukovce, na jihu Vyškovce, na západě Potoky a Nová Polianka, a na severozápadě Vagrinec.

## Historie
Vislava byla poprvé písemně zmíněna v roce 1353 jako Vyzlou a byla součástí panství Makovica. Mezi další historické názvy patří Wayzlo nebo Wazlo (1414), Wyslowa (1551) a Viszlava nebo Wastawa (1773).
V roce 1787 měla obec 35 domů a 246 obyvatel, v roce 1828 41 domů a 335 obyvatel, kteří se živili zemědělstvím. V 19. století vlastnila rodina Károlyiů místní statky. V letech 1850 až 1890 proběhla výrazná vlna emigrace. Během zimní bitvy v Karpatech na přelomu let 1914/15 se na území obce odehrávaly boje rakousko-uherských a ruských vojsk.
Do roku 1918 patřila obec, která ležela v župě Sáros, k Uherskému království a poté k Československu (dnes Slovensko). Po druhé světové válce bylo v roce 1959 založeno místní Jednotné zemědělské družstvo (JRD) a někteří obyvatelé dojížděli za prací do průmyslových oblastí ve Stropkově, Svidníku a Košicích.

## Obyvatelstvo
Podle sčítání lidu z roku 2011 žilo ve Vislavě 225 obyvatel, z toho 178 Slováků, 33 Rusů a jeden Ukrajinec. 13 obyvatel neuvedlo svou národnost.
205 obyvatel se hlásilo k řeckokatolické církvi, 8 obyvatel k pravoslavné církvi, 7 obyvatel k římskokatolické církvi.

## Znak obce
Na červeném štítu je uprostřed zlatý žitný snop. Vpravo od něj srp. V horních rozích štítu dva řeckokatolické kříže.

## Památky
V obci se nachází řeckokatolický chrám svatého Bazila Velkého z roku 1906.